# Голлі-Гілл (Південна Кароліна)
Голлі-Гілл (англ. Holly Hill) — місто (англ. town) в США, в окрузі Оранджберг штату Південна Кароліна. Населення — 1298 осіб (2020).

## Географія
Голлі-Гілл розташоване за координатами 33°19′31″ пн. ш. 80°24′48″ зх. д. / 33.32528° пн. ш. 80.41333° зх. д. (33.325285, -80.413433).  За даними Бюро перепису населення США в 2010 році місто мало площу 3,40 км², з яких 3,38 км² — суходіл та 0,01 км² — водойми.

## Демографія
Згідно з переписом 2010 року, у місті мешкало 1277 осіб у 516 домогосподарствах у складі 349 родин. Густота населення становила 376 осіб/км².  Було 616 помешкань (181/км²).
Расовий склад населення:
| - 55,1 % — чорних або афроамериканців - 40,4 % — білих - 0,9 % — азіатів - 0,6 % — корінних американців - 1,6 % — осіб інших рас |

До двох чи більше рас належало 1,3 %. Частка іспаномовних становила 2,7 % від усіх жителів.
За віковим діапазоном населення розподілялося таким чином: 24,0 % — особи молодші 18 років, 55,9 % — особи у віці 18—64 років, 20,1 % — особи у віці 65 років та старші. Медіана віку мешканця становила 43,0 року. На 100 осіб жіночої статі у місті припадало 81,1 чоловіків;  на 100 жінок у віці від 18 років та старших — 79,2 чоловіків також старших 18 років.
Середній дохід на одне домашнє господарство  становив 47 460 доларів США (медіана — 33 750), а середній дохід на одну сім'ю — 57 268 доларів (медіана — 44 375). За межею бідності перебувало 30,1 % осіб, у тому числі 54,6 % дітей у віці до 18 років та 26,8 % осіб у віці 65 років та старших.
Цивільне працевлаштоване населення становило 500 осіб. Основні галузі зайнятості: освіта, охорона здоров'я та соціальна допомога — 18,8 %, виробництво — 17,0 %, роздрібна торгівля — 16,0 %.